# Lima Challenger 2022
Il Lima Challenger 2022 è stato un torneo maschile tennis professionistico. È stata la 22ª edizione del torneo, facente parte della categoria Challenger 80 nell'ambito dell'ATP Challenger Tour 2022, con un montepremi di 53 120 $. Si è svolto dall'8 al 14 agosto 2022 sui campi in terra rossa del Centro Promotor de Tenis de Miraflores di Lima, in Perù.

## Partecipanti

### Teste di serie
| Nazionalità | Giocatore               | Ranking* | Testa di serie |
| ----------- | ----------------------- | -------- | -------------- |
| Argentina   | Tomás Martín Etcheverry | 88       | 1              |
| Perù        | Juan Pablo Varillas     | 97       | 2              |
| Argentina   | Camilo Ugo Carabelli    | 116      | 3              |
| Argentina   | Juan Pablo Ficovich     | 128      | 4              |
| Argentina   | Facundo Mena            | 134      | 5              |
| Argentina   | Renzo Olivo             | 195      | 6              |
| Argentina   | Thiago Agustín Tirante  | 196      | 7              |
| Portogallo  | Gastão Elias            | 200      | 8              |

* Ranking al 1º agosto 2022.

### Altri partecipanti
I seguenti giocatori hanno ricevuto una wild card per il tabellone principale:
- Gianluca Ballotta
- Gonzalo Bueno
- Ignacio Buse

I seguenti giocatori sono entrati in tabellone come alternate:
- Alex Hernández
- Conner Huertas del Pino
- Patrick Kypson

I seguenti giocatori sono passati dalle qualificazioni:
- Eduardo Ribeiro
- Juan Bautista Otegui
- Juan Sebastián Gómez
- Tomás Farjat
- Ignacio Carou
- Jorge Panta

Il seguente giocatore è entrato in tabellone come lucky loser:
- Alejandro Hoyos

## Campioni

### Singolare
Camilo Ugo Carabelli ha sconfitto in finale  Thiago Agustín Tirante con il punteggio di 6–2, 7–6(4).

### Doppio
Ignacio Carou /  Facundo Mena hanno sconfitto in finale  Orlando Luz /  Camilo Ugo Carabelli con il punteggio di 6–2, 6–2.